# Liste der Baudenkmäler in Moosburg an der Isar

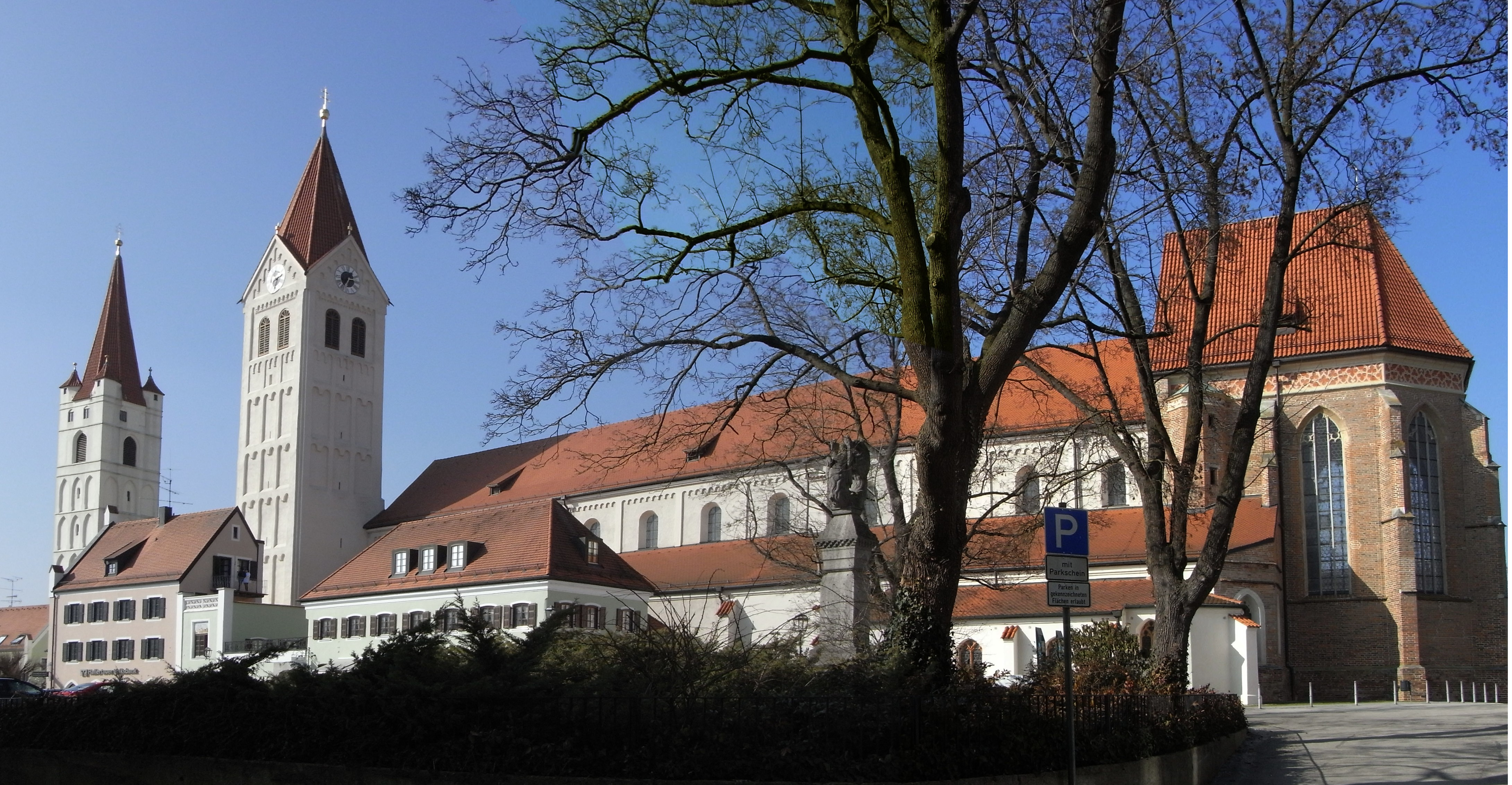
St. Johannes und St. Kastulus in Moosburg an der Isar

Auf dieser Seite sind die Baudenkmäler in der oberbayerischen Stadt Moosburg an der Isar zusammengestellt. Diese Tabelle ist eine Teilliste der Liste der Baudenkmäler in Bayern. Grundlage ist die Bayerische Denkmalliste, die auf Basis des Bayerischen Denkmalschutzgesetzes vom 1. Oktober 1973 erstmals erstellt wurde und seither durch das Bayerische Landesamt für Denkmalpflege geführt wird. Die folgenden Angaben ersetzen nicht die rechtsverbindliche Auskunft der Denkmalschutzbehörde.

## Ensembles

### Ensemble Auf dem Gries

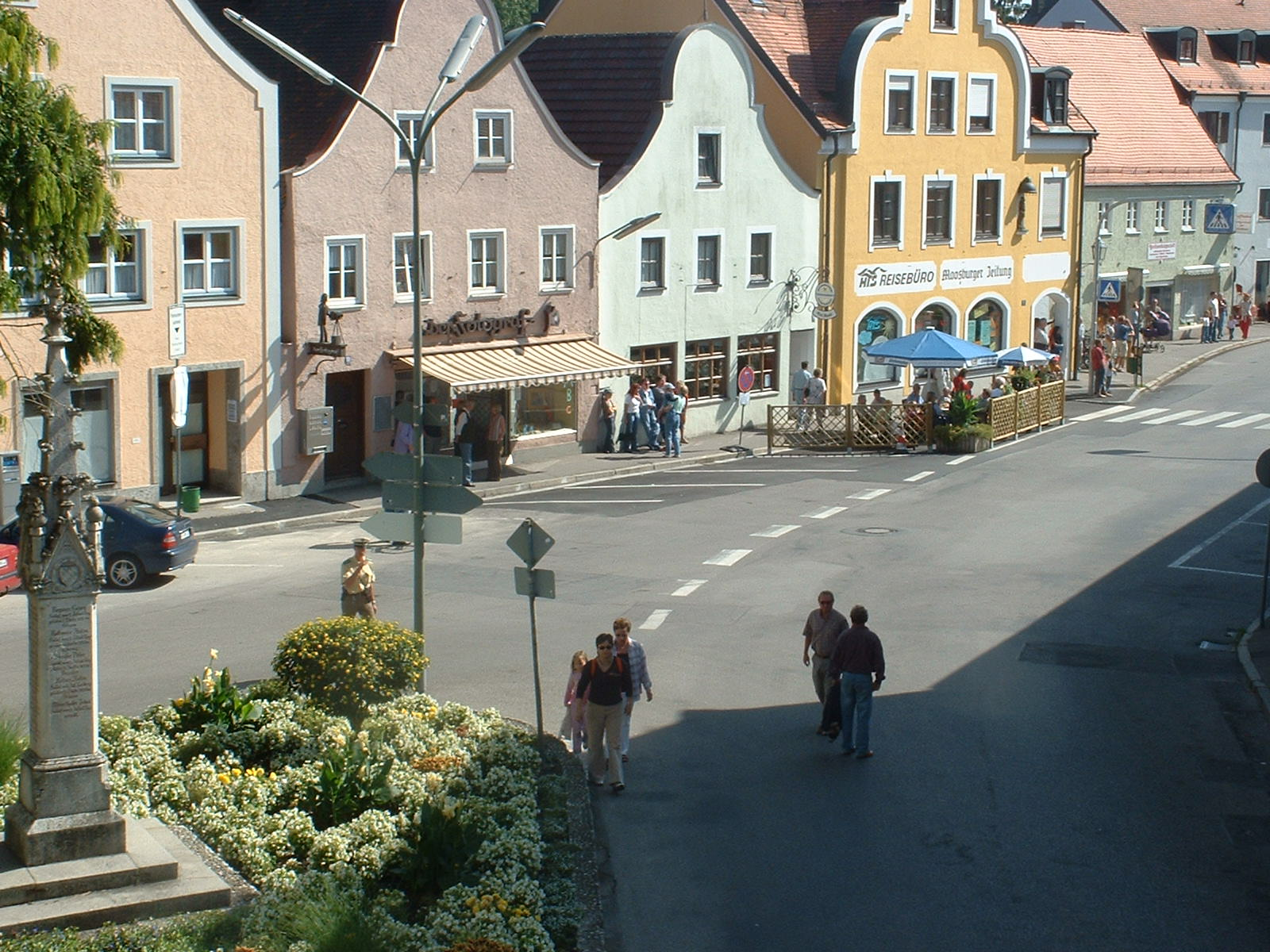
Auf dem Gries

Das Ensemble Auf dem Gries umfasst den dreieckigen, zur Herrnstraße leicht ansteigenden Straßenplatz auf mittelalterlichem Grundriss, der wohl gleichzeitig mit dem Stadtplatz seit dem 12. Jahrhundert entstanden ist. Die geschlossen bebauten Straßenfronten zeigen an der Ostseite im Wesentlichen zweigeschossiger Giebelhäuser mit aus der Achse leicht zurückgezogener Fluchtlinie. Ein im Kern spätmittelalterliches Wohnhaus mit Zinnengiebel (Leinbergerstraße 2) dokumentiert noch die ursprüngliche bürgerliche Wohnhausbebauung. Die Westseite des Platzes nehmen zweigeschossige Traufseithäuser des 19. Jahrhunderts ein. Aktennummer: E-1-78-143-1.

### Ensemble Auf dem Plan

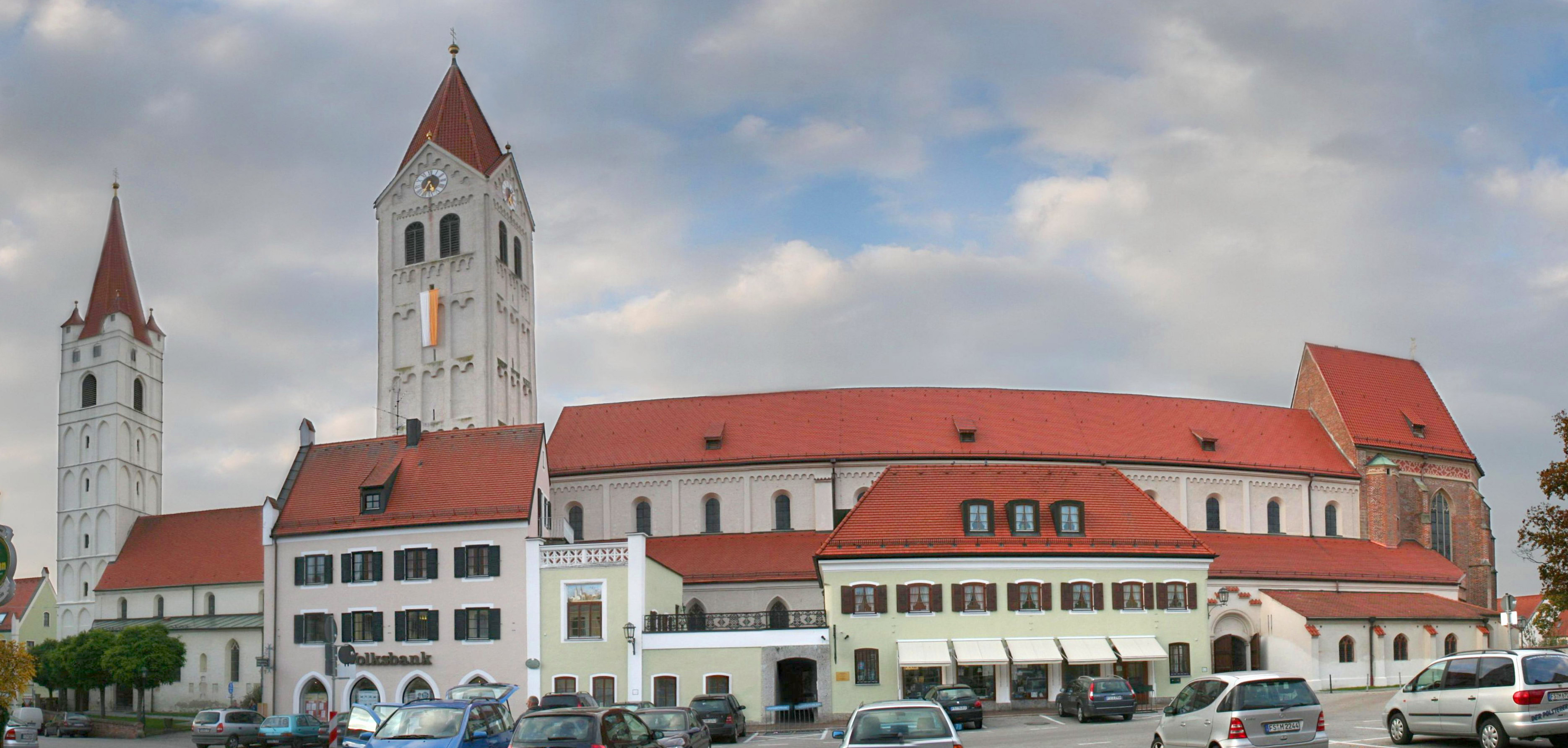
Auf dem Plan

Der weiträumige rechteckige, auf einem Landrücken zwischen der Isar und der Ampermündung gelegene Platz Auf dem Plan öffnet sich südlich vor der das Stadtbild beherrschenden Baugruppe von St. Kastulus und St. Johannes, während der kleine unregelmäßige Kastulusplatz den Umgriff des Kirchenbereichs nach Norden bezeichnet. Die beiden Kirchen erheben sich am Platz eines Benediktinerklosters des 8. Jahrhunderts, das unter Herrschaft der Freisinger Bischöfe stand und 1021 in ein Chorherrenstift umgewandelt wurde. Auf dem Plan lag bis 1207 an der Westseite auch die Burg der 1281 ausgestorbenen Grafen von Moosburg. Beide Kirchen haben ihre Gestalt im Wesentlichen im 15. Jahrhundert gewonnen, als sowohl die 1212 geweihte Stiftskirche St. Kastulus wie auch die 1343–53 erbaute ehemalige Pfarrkirche St. Johannes infolge der wirtschaftlichen Blüte der Stadt und einer blühenden Wallfahrt zum hl. Kastulus ausgebaut werden konnten. Charakteristisch sind die Türme der fast parallel nebeneinander aufgereihten Baukörper. Der Charakter des Turms der Johanneskirche ist dem des Münsters angeglichen. Die für einen Kirchturm wie dem des Münsters ungewöhnliche Helmbildung verrät seine gleichzeitige Funktion als Stadtturm. Der geplante Abbruch der Johanneskirche, an deren Stelle St. Kastulus nach Verlegung des Stifts 1591 nach Landshut Pfarrkirche geworden war, wurde von den Bürgern 1801 und 1806 verhindert. Der Platz Auf dem Plan bezeichnet den ursprünglichen Stiftsbezirk und wird heute im Süden und Westen meist von Giebelbauten des 18. und 19. Jahrhunderts begrenzt, die sich teilweise auf der Grundlage spätmittelalterlicher Stiftsherrenhäuser erheben. Der Stiftskirche selbst ist traufseitige Bebauung vorgelagert. Aktennummer: E-1-78-143-2.

### Ensemble Stadtplatz

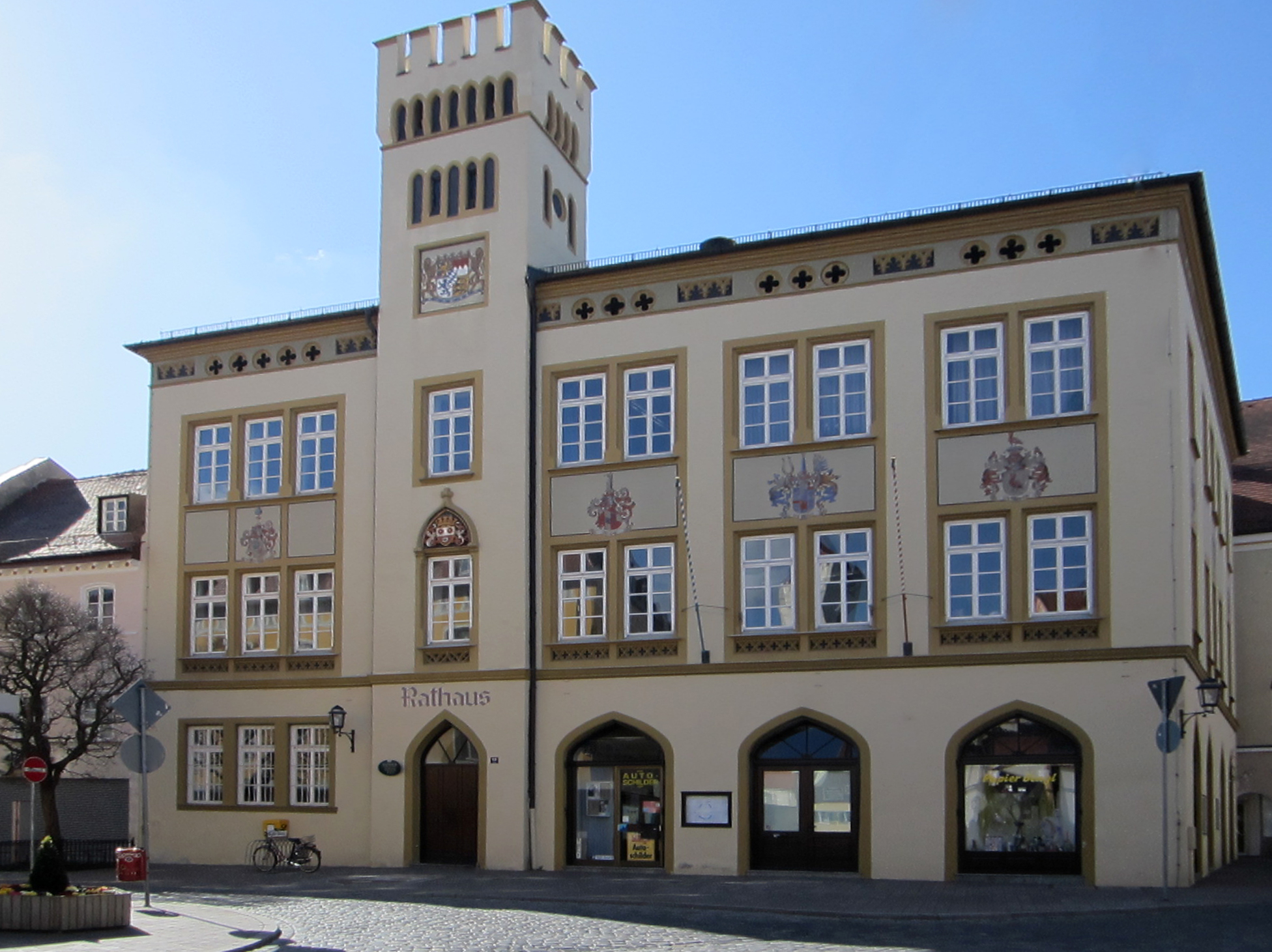
Das Rathaus am Stadtplatz

Stadtplatz und Herrnstraße entstanden seit dem 12. Jahrhundert südlich im Anschluss an den Kloster- bzw. Stiftsbezirk. Mit der Entwicklung von Moosburg seit 1260 zum Markt, 1331 zur Stadt, erfolgte der Ausbau der beiden Straßenzüge, wobei sich bis zur Herrnstraße noch die Häuser der Stiftsherren zogen, während der Marktplatz, heute Stadtplatz, ausschließlich bürgerlich bebaut wurde. Großbrände 1702 und 1865 beeinträchtigten das mittelalterliche Stadtbild entscheidend. Beide Straßenzüge, die im rechten Winkel zueinander stehen, haben mit dem Rathaus im Maximiliansstil ihre Blickdominante. Für die ostwestlich verlaufende Herrnstraße bildet das Rathaus im Westen den Anfang, im Osten wird sie von dem barocken Schweifgiebelhaus Nr. 29 geschlossen. Die weitgehend zweigeschossige traufseitige Bebauung wird akzentuiert von der Giebelhausreihe bei der platzartigen Erweiterung der Straße gegen Osten. Die Bebauung entstammt dem 18. und 19. Jahrhundert, die Fronten zeigen Putzfassaden und sind zum Teil neubarock übergangen. Der nordsüdlich verlaufende Stadtplatz bildet ein zweiteiliges Straßenplatzensemble, beginnt bei dem Platz Auf dem Plan mit dem aus der Achse gerückten Neubau Nr. 2 und führt leicht ansteigend zu dem platzartigen Knick beim Rathaus, wo die Herrnstraße einmündet und sich die Mariensäule erhebt. Hier ist die Bebauung, wie das Rathaus, weitgehend historisierend, wohingegen die Giebelhausreihe am nordöstlichen Straßenende im Kern wohl mittelalterlich ist. Aktennummer: E-1-78-143-3.

## Stadtbefestigung
Es gibt Reste der spätmittelalterlichen Anlage, die aus ziegelsichtiger Stadtmauer mit Mauertürmen und Stadtgraben besteht und im 17. Jahrhundert ausgebaut worden ist. Sie befinden sich nahe Auf dem Gries, am Grabensepperl-, Krankenhaus- und Rosenhofweg, beim Stadtgraben, am Steinweg und am Weingraben.

| Lage                                                     | Objekt                                    | Beschreibung | Akten-Nr.              | Bild |
| -------------------------------------------------------- | ----------------------------------------- | --- | ---------------------- | ---- |
| Auf dem Gries 9; Rosenhofweg 6; Rosenhofweg 5 (Standort) | Stadtbefestigung                          | Reste der spätmittelalterlichen Anlage bestehend aus ziegelsichtiger Stadtmauer mit Mauertürmen und Stadtgraben, Ausbau im 17. Jahrhundert; siehe: Auf dem Gries Grabensepperlweg Krankenhausweg Rosenhofweg Stadtgraben Steinweg Weingraben | D-1-78-143-1           | BW   |
| Grabensepperlweg 2 und 4 (Standort)                      | Restlicher Zug der Stadtmauer             | 17. Jahrhundert | D-1-78-143-1 zugehörig | BW   |
| Krankenhausweg (Standort)                                | Reste der Stadtmauer und des Stadtgrabens | 17. Jahrhundert | D-1-78-143-1 zugehörig | BW   |
| Rosenhofweg, bei Nr. 6 (Standort)                        | Sogenannter Pulverturm                    | Eckturm der Stadtbefestigung, frühes 17. Jahrhundert; bei Nr. 6 | D-1-78-143-1 zugehörig | BW   |
| Stadtgraben (Standort)                                   | Rest der Stadtmauer                       | 17. Jahrhundert, überbaut | D-1-78-143-1 zugehörig | BW   |
| Stadtgraben (Standort)                                   | Rest der Stadtmauer                       | 17. Jahrhundert, überbaut | D-1-78-143-1 zugehörig | BW   |
| Stadtgraben (Standort)                                   | Rest der Stadtmauer                       | 17. Jahrhundert; bei Haus Nummer 31 und 31 a | D-1-78-143-1 zugehörig | BW   |
| Stadtgraben 41, 42, 43, 45, 49, 51, 51 a (Standort)      | Stadtmauer und Turmreste                  | 17. Jahrhundert | D-1-78-143-1 zugehörig | BW   |
| Leinbergerstraße 32 (jetzt Steinweg 6) (Standort)        | Teil der Stadtmauer                       | 17. Jahrhundert, erneuert | D-1-78-143-1 zugehörig | BW   |
| Leinbergerstraße 34 (jetzt Steinweg 8) (Standort)        | Teil der Stadtmauer                       | 17. Jahrhundert, erneuert | D-1-78-143-1 zugehörig | BW   |
| Leinbergerstraße 38 (jetzt Steinweg 12) (Standort)       | Teil der Stadtmauer                       | 17. Jahrhundert, erneuert | D-1-78-143-1 zugehörig | BW   |
| Leinbergerstraße 40 (jetzt Steinweg 14) (Standort)       | Teil der Stadtmauer                       | 17. Jahrhundert, erneuert | D-1-78-143-1 zugehörig | BW   |
| Leinbergerstraße 42 (jetzt Steinweg 16) (Standort)       | Teil der Stadtmauer                       | 17. Jahrhundert, erneuert, mit Schalenturm | D-1-78-143-1 zugehörig | BW   |
| Leinbergerstraße 44 (Standort)                           | Teil der Stadtmauer                       | 17. Jahrhundert, erneuert | D-1-78-143-1 zugehörig | BW   |

## Baudenkmäler nach Ortsteilen

### Moosburg
| Lage                                      | Objekt                                                                                   | Beschreibung | Akten-Nr.      | Bild                                                                        |
| ----------------------------------------- | ---------------------------------------------------------------------------------------- | --- | -------------- | --------------------------------------------------------------------------- |
| Auf dem Gries (Standort)                  | Kriegerdenkmal für die Gefallenen des Deutsch-Französischen Krieges 1870/71              | Neugotischer Pfeiler mit Fiale, 1874 | D-1-78-143-10  | Kriegerdenkmal für die Gefallenen des Deutsch-Französischen Krieges 1870/71 |
| Auf dem Gries 7 (Standort)                | Wohn- und Geschäftshaus                                                                  | Zweigeschossiger Giebelbau mit Zinnenaufsätzen, im Kern 16./17. Jahrhundert | D-1-78-143-5   | BW                                                                          |
| Auf dem Gries 9 (Standort)                | Wohn- und Geschäftshaus                                                                  | Zweigeschossiger Giebelbau mit barockem Schweifgiebel und Figurennische, wohl 18. Jahrhundert | D-1-78-143-7   | Wohn- und Geschäftshaus                                                     |
| Auf dem Plan (Standort)                   | Kriegerdenkmal für die Gefallenen des Ersten Weltkrieges                                 | Stele mit Erzengel Michael, um 1925 | D-1-78-143-23  | Kriegerdenkmal für die Gefallenen des Ersten Weltkrieges                    |
| Auf dem Plan 1 (Standort)                 | Katholische Filialkirche St. Johannes                                                    | Spätromanische Saalkirche mit stark eingezogenem Polygonalchor und Westturm, 13. Jahrhundert, angefügte Seitenschiffe der Spätgotik um 1462 und Vollendung des Turms 1533, Regotisierung 1885; mit Ausstattung Kirchhof mit Backsteinstützmauern, 18./19. Jahrhundert | D-1-78-143-11  | weitere Bilder                                                              |
| Auf dem Plan 2 (Standort)                 | Ehemaliges Mädchenschulhaus                                                              | Stattlicher dreigeschossiger Bau mit Giebelrisalit, im Stil der Maximilianszeit, 1865 | D-1-78-143-12  | Ehemaliges Mädchenschulhaus                                                 |
| Auf dem Plan 3 (Standort)                 | Ehemalige Stiftskirche St. Kastulus, jetzt Katholische Pfarrkirche St. Kastulus          | Dreischiffige romanische Basilika, nach 1170, mit stark abgesetztem spätgotischem Polygonalchor von 1468, 1705 Barockisierung, Abbruch von Kreuzgang, Kapellen, barocken Anbauten und der Westvorhalle 1862–74; mit Ausstattung Ehemaliger Kirchhof mit Backsteinstützmauern und gedeckter Treppe an der Nordseite, 18./19. Jahrhundert                                                                                          | D-1-78-143-13  | weitere Bilder                                                              |
| Auf dem Plan 4 (Standort)                 | Wohn- und Geschäftshaus                                                                  | Dreigeschossiger freistehender Satteldachbau, 1980 über gewölbtem gotischen Erdgeschoss (ehemaliger Michaelskapelle) neu errichtet | D-1-78-143-14  | Wohn- und Geschäftshaus                                                     |
| Auf dem Plan 5 (Standort)                 | Wohn- und Geschäftshaus                                                                  | Zweigeschossiger Walmdachbau mit Segmentbogenfenstern, Mitte 19. Jahrhundert Balustraden in neugotischem Maßwerk auf den flachgedeckten Anbauten, Eisenguss, gleichzeitig | D-1-78-143-15  | Wohn- und Geschäftshaus                                                     |
| Auf dem Plan 8 (Standort)                 | Ehemaliges Stiftsherrenhaus                                                              | Bedeutender spätgotischer Giebelbau mit Zinnengiebel, zwei symmetrischen Flacherkern und Aufzugsluke, wohl 16. Jahrhundert, 1949 erneuert | D-1-78-143-17  | Ehemaliges Stiftsherrenhaus                                                 |
| Auf dem Plan 9 (Standort)                 | Ehemaliges Stiftsherrenhaus                                                              | Dreigeschossiger Giebelbau mit Staffelgiebel, im Kern wohl spätgotisch, erneuerte Fassade um 1925/35 | D-1-78-143-18  | BW                                                                          |
| Auf dem Plan 10 (Standort)                | Ehemaliges Stiftsherrenhaus                                                              | Schmaler zweigeschossiger Giebelbau mit drei Zinnenaufsätzen und steilem Satteldach, wohl 16. Jahrhundert | D-1-78-143-19  | Ehemaliges Stiftsherrenhaus                                                 |
| Auf dem Plan 13 (Standort)                | Gasthaus                                                                                 | Zweigeschossiger, breit gelagerter Giebelbau mit Zinnenaufsätzen, 1. Hälfte 19. Jahrhundert | D-1-78-143-22  | Gasthaus                                                                    |
| Bahnhofstraße 17 (Standort)               | Ehemaliges Wasserschloss Asch                                                            | Ungegliederter dreigeschossiger Bau mit Halbwalmdach, nach 1541 | D-1-78-143-24  | weitere Bilder                                                              |
| Bahnhofstraße 20 (Standort)               | Vorstadtvilla                                                                            | Erdgeschossiger malerischer Putzbau mit hohen Ziergiebeln und über Eck gestelltem Erker mit steilem Zeltdach, in Neurenaissanceformen um 1900 errichtet Vorgartenpfeiler mit Einzäunung | D-1-78-143-114 | Vorstadtvilla                                                               |
| Böhmerwaldstraße (Standort)               | Gedenkbrunnen                                                                            | Blockhafter Gedenkstein mit aufliegender Brunnenschale und vier an den Seiten montierten, um 1942 von einem inhaftierten französischen Künstler geschaffenen Kalksteinreliefs, zur Erinnerung an das Kriegsgefangenenlager Stalag VII A aufgestellt 1963 | D-1-78-143-140 | BW                                                                          |
| Böhmerwaldstraße 22 (Standort)            | Katholische Nebenkirche St. Pius                                                         | Schlichter Satteldachbau mit einschiffigem, flach gedecktem Langhaus und gedrungenem Glockenturm über eingezogenem Rechteckchor, von Friedrich Haindl, 1949/50; mit Ausstattung | D-1-78-143-139 | Katholische Nebenkirche St. Pius                                            |
| Egerlandstraße 22 (Standort)              | Unterkunftsbaracke des ehemaligen Kriegsgefangenenlagers Stalag VII A                    | Erdgeschossiger Flachsatteldachbau in genormter Leichtbauweise mit hölzerner Stützenkonstruktion im Inneren, 1939/40 | D-1-78-143-138 | weitere Bilder                                                              |
| Herrnstraße 1 (Standort)                  | Hausfigur hl. Joseph                                                                     | Um 1900 | D-1-78-143-28  | Hausfigur hl. Joseph                                                        |
| Herrnstraße 14 (Standort)                 | Wohn- und Geschäftshaus                                                                  | Zweigeschossiger Traufseitbau mit Stichbogenfenstern, im Stil der Maximilianszeit, nach 1865 | D-1-78-143-32  | Wohn- und Geschäftshaus                                                     |
| Herrnstraße 16; Herrnstraße 18 (Standort) | Amtsgericht Moosburg                                                                     | Freistehender dreigeschossiger Trakt mit steilem Satteldach, Ende 19. Jahrhundert, auf baulicher Grundlage des 1207 erstmals genannten Schlosses der Grafen v. Moosburg, 1551 dann Schloss Thurn genannt Ehemaliges Schlossökonomiegebäude, erdgeschossiger Massivbau mit Satteldach, wohl 18. Jahrhundert | D-1-78-143-34  | Amtsgericht Moosburg                                                        |
| Herrnstraße 19 (Standort)                 | Wohn- und Geschäftshaus                                                                  | Zweigeschossiger Giebelbau im historisierenden Stil, nach 1865 | D-1-78-143-37  | Wohn- und Geschäftshaus                                                     |
| Herrnstraße 21 (Standort)                 | Wohn- und Geschäftshaus                                                                  | Zweigeschossiger Giebelbau mit Zinnenaufsätzen, im historisierenden Stil, nach 1865 | D-1-78-143-39  | Wohn- und Geschäftshaus                                                     |
| Herrnstraße 22 (Standort)                 | Stadtapotheke                                                                            | Zweigeschossiger barocker Giebelbau mit traufseitigem Flügel, 17./18. Jahrhundert, um 1900 überarbeitet, mit biedermeierlicher Haustür und Vortreppe mit neugotischer eiserner Brüstung | D-1-78-143-40  | Stadtapotheke                                                               |
| Herrnstraße 23 (Standort)                 | Wohn- und Geschäftshaus, sogenanntes Hölzlhaus                                           | Barocker zweigeschossiger Giebelbau mit reich gegliederter Fassade, Volutengiebel und barocker Kastulus-Hausfigur, 18. Jahrhundert | D-1-78-143-41  | Wohn- und Geschäftshaus, sogenanntes Hölzlhaus                              |
| Herrnstraße 29 (Standort)                 | Wohn- und Geschäftshaus                                                                  | Zweigeschossiger Satteldachbau mit Schweifgiebel, wohl 17. Jahrhundert, 1884 in Formen der Neurenaissance überarbeitet (in neuerer Zeit wieder reduziert) | D-1-78-143-43  | Wohn- und Geschäftshaus                                                     |
| Isarstraße 113 (Standort)                 | Isarwehr Moosburg und Abzweig des Isar-Werkkanals                                        | Uferbefestigung, Stauwehre und Floßrampe als Stahlbetonkonstruktion, Wehrstege aus Stahlträgern und Gusseisenelementen mit Hubschützen, mit technischer Ausstattung, 1905-1907, mit Erneuerungen; Schleusenwärterhaus, eingeschossiger Mansardsatteldachbau mit Zwerchhäusern, im Reformstil, 1909; baulich angeschlossener Schuppen, eingeschossiger verschalter Holzständerbau mit abgewalmtem Satteldach, gleichzeitig        | D-1-78-143-147 | BW                                                                          |
| Kastulusplatz 1 (Standort)                | Ehemaliges Kooperatorhaus                                                                | Zweigeschossiger Giebelbau über hohem Kellergeschoss, 17./18. Jahrhundert | D-1-78-143-44  | Ehemaliges Kooperatorhaus                                                   |
| Kastulusplatz 2 (Standort)                | Ehemaliges Propsteihaus                                                                  | Zweigeschossiger breitgelagerter Traufseitbau, um 1530 entstanden, nach 1600 aufgestockt und um 1860/70 ausgebaut | D-1-78-143-45  | Ehemaliges Propsteihaus                                                     |
| Kirchengäßchen 2 (Standort)               | Ehemaliges Stiftsherrenhaus, jetzt Stadtbibliothek                                       | Zweigeschossiger Eckbau mit Satteldach und Zinnentürmchen, Erdgeschoss 2. Hälfte 15. Jahrhundert, Obergeschoss mit Stuckdecken, 17./18. Jahrhundert | D-1-78-143-20  | Ehemaliges Stiftsherrenhaus, jetzt Stadtbibliothek                          |
| Kirchengäßchen 2 (Standort)               | Wohn- und Geschäftshaus                                                                  | Zweigeschossiger Giebelbau mit Lisenengliederung, im Stil der Maximilianszeit, nach 1865 | D-1-78-143-35  | Wohn- und Geschäftshaus                                                     |
| Kolpingstraße 15 (Standort)               | Wasserturm in der Art eines mittelalterlichen Stadtturms                                 | um 1910 | D-1-78-143-47  | Wasserturm in der Art eines mittelalterlichen Stadtturms                    |
| Landshuter Straße 33 (Standort)           | Ehemalige Hofkapelle                                                                     | Verputzter Backsteinbau mit Apsis, bezeichnet mit dem Jahr 1882 | D-1-78-143-51  | Ehemalige Hofkapelle                                                        |
| Langer Weg 10 (Standort)                  | Wegkapelle                                                                               | Kleine verputzte Ädikulakapelle, um 1900 | D-1-78-143-52  | Wegkapelle                                                                  |
| Leinbergerstraße 2 (Standort)             | Wohnhaus                                                                                 | Zweigeschossiger Giebelbau mit gotisierenden Zinnen, im Kern spätmittelalterlich, Umbau Ende 19. Jahrhundert | D-1-78-143-53  | weitere Bilder                                                              |
| Leinbergerstraße 48 (Standort)            | Wohnhaus                                                                                 | Zweigeschossiger langgezogener Eckbau mit reicher Putzgliederung, Ende 18. Jahrhundert | D-1-78-143-64  | weitere Bilder                                                              |
| Münchener Straße 1, 3 (Standort)          | Brauerei-Gasthof Kirchammer                                                              | Langgestreckter zweigeschossiger Putzbau mit Lisenengliederung und abgewalmtem Satteldach, erbaut wohl um 1838/40 nach Brandzerstörung des Vorgängerbaus; in städtebaulich wichtiger Ecklage, siehe auch Ensemble Stadtplatz Brauereinebengebäude, erdgeschossiger Massivbau mit Satteldach, letztes Viertel 19. Jahrhundert | D-1-78-143-65  | Brauerei-Gasthof Kirchammer                                                 |
| Münchener Straße 15 (Standort)            | Ehemaliges Forstamt                                                                      | Zweigeschossiges Dienst- und Wohngebäude mit Halbwalmdach und Flacherker, versetzt angelegter Putzbau mit gedeckter Außentreppe und rückseitigem Treppenhausturm, im barockisierenden Heimatstil mit Jugendstilanklängen, um 1905/10 Nebengebäude, erdgeschossiger Ziegelbau mit Schopfwalmdach, gleichzeitig | D-1-78-143-118 | weitere Bilder                                                              |
| Münchener Straße 21, 23 (Standort)        | Friedhof mit Friedhofskapelle St. Michael                                                | Romanischer Saalbau mit Apsis und angefügter Sakristei, Mitte 13. Jahrhundert, Barockisierung und Sakristei im 17. Jahrhundert, Veränderung im spätklassizistischen Stil um 1870 (Zwiebeldachreiter modern); mit Ausstattung Priestergräber an der Nordseite, 19. Jahrhundert Friedhofsmauer bei der Kapelle mit Kassetten, Ende 19. Jahrhundert Aussegnungshalle mit Arkadengang und Grabdenkmälern des späten 19. Jahrhunderts | D-1-78-143-66  | weitere Bilder                                                              |
| Münchener Straße 90 (Standort)            | Ehemaliger Einfirsthof                                                                   | Erdgeschossiger Mittertennbau in Massivbauweise mit „Froschmaul“-Tennentor und Aufzugserker, 2. Hälfte 19. Jahrhundert | D-1-78-143-68  | weitere Bilder                                                              |
| Rentamtstraße 2 (Standort)                | Zwei Grenzsteine                                                                         | 1762 | D-1-78-143-69  | BW                                                                          |
| Schlesierstraße 1, 3, 5 (Standort)        | Restliche Baracken der Wachmannschaft des ehemaligen Kriegsgefangenenlagers Stalag VII A | Erdgeschossige Flachsatteldachbauten mit Mittelflur, 1939/40, Nr. 3 und 5 typengleich mit stirnseitigen Eingängen, Nr. 1 auf leicht erhöhtem Plateau mit Vortreppe und Erschließung in der südlichen Querachse, nach Sturmschaden 2000 um die nördliche Hälfte verkürzt (Anm.: Nach Abbruchplänen der Stadt am 15. Februar 2013 in die Denkmalliste aufgenommen.)                                                                | D-1-78-143-141 | weitere Bilder                                                              |
| Stadtplatz (Standort)                     | Mariensäule                                                                              | Figur auf korinthischer Säule mit Postament, 1890 errichtet | D-1-78-143-83  | weitere Bilder                                                              |
| Stadtplatz 4 (Standort)                   | Wohn- und Geschäftshaus                                                                  | Dreigeschossiger Giebelbau mit historisierendem Treppengiebel, im Kern spätmittelalterlich, ansonsten im Wesentlichen aus dem 17. Jahrhundert | D-1-78-143-77  | Wohn- und Geschäftshaus                                                     |
| Stadtplatz 13 (Standort)                  | Rathaus                                                                                  | Dreigeschossiger neugotischer Bau mit Innengiebel und Uhrturm, 1867 an Stelle der Schrannenhalle errichtet | D-1-78-143-80  | weitere Bilder                                                              |
| Stadtwaldstraße (Standort)                | Grenzstein                                                                               | Datiert mit 1889 | D-1-78-143-50  | Grenzstein                                                                  |
| Statzenbachstraße (Standort)              | Kapelle                                                                                  | Kleiner Saalbau mit polygonalem Abschluss und Lourdesgrotte, um 1900 | D-1-78-143-87  | Kapelle                                                                     |
| Thalbacher Straße 7 (Standort)            | Ehemaliger Zehentstadel                                                                  | Erdgeschossiger Massivbau mit Halbwalmdach und profiliertem Traufband, nach 1702 erbaut | D-1-78-143-89  | Ehemaliger Zehentstadel                                                     |
| Thalbacher Straße 8 (Standort)            | Städtisches Bürgerheim St. Elisabeth                                                     | Dreigeschossiger neubarock gegliederter Mansarddachtrakt, 1882 anstelle des ehemaligen Kapuzinerhospizes erbaut | D-1-78-143-90  | Städtisches Bürgerheim St. Elisabeth                                        |
| Thalbacher Straße 104 (Standort)          | Ehemaliger Einfirsthof                                                                   | Breitgelagerter erdgeschossiger Bau mit Greddach, 2. Hälfte 19. Jahrhundert | D-1-78-143-92  | weitere Bilder                                                              |
| Weingraben 2 (Standort)                   | Wohn- und Geschäftshaus                                                                  | dreigeschossiger Putzbau mit spätklassizistischer Fassadengliederung, Ende 19. Jahrhundert | D-1-78-143-93  | Wohn- und Geschäftshaus                                                     |
| Weingraben 10 (Standort)                  | Wohn- und Geschäftshaus                                                                  | Zweigeschossiger Traufseitbau mit Segmentbogenfenstern, um 1860/70 | D-1-78-143-95  | Wohn- und Geschäftshaus                                                     |
| Weingraben 15 (Standort)                  | Wohnhaus                                                                                 | Zweigeschossiges Eckgebäude mit Volutengiebel und Lisenengliederung, 17./18. Jahrhundert | D-1-78-143-97  | weitere Bilder                                                              |

### Aich
| Lage                         | Objekt                             | Beschreibung | Akten-Nr.      | Bild           |
| ---------------------------- | ---------------------------------- | --- | -------------- | -------------- |
| Degernpoint (Standort)       | Feldkapelle                        | Massive verputzte Ädikulakapelle mit Treppengiebel, 19. Jahrhundert                                                                     | D-1-78-143-100 | BW             |
| Kirchfeldstraße 7 (Standort) | Katholische Filialkirche St. Georg | Spätgotischer Backsteinbau mit eingezogenem Polygonalchor und Flankenturm, 2. Hälfte 15. Jahrhundert, 1708 umgestaltet; mit Ausstattung | D-1-78-143-99  | weitere Bilder |

### Eck
| Lage             | Objekt                                                | Beschreibung                                                                                 | Akten-Nr.      | Bild                                                  |
| ---------------- | ----------------------------------------------------- | -------------------------------------------------------------------------------------------- | -------------- | ----------------------------------------------------- |
| Eck 1 (Standort) | Wohnhaus des ehemaligen Pfrombacher Ökonomiepfarrhofs | Zweigeschossiger verputzter Wohnbau mit Satteldach, von 1853, mit Details im Maximiliansstil | D-1-78-143-117 | Wohnhaus des ehemaligen Pfrombacher Ökonomiepfarrhofs |

### Feldkirchen
| Lage                     | Objekt                                     | Beschreibung | Akten-Nr.      | Bild           |
| ------------------------ | ------------------------------------------ | --- | -------------- | -------------- |
| Feldkirchen 6 (Standort) | Katholische Filialkirche Mariä Heimsuchung | Dreischiffige Hallenkirche, 14. Jahrhundert, um 1500 umgestaltet, Westturm; mit Ausstattung Friedhofsmauer, zinnenbekrönte Mauer mit Nischen, wohl 19. Jahrhundert | D-1-78-143-103 | weitere Bilder |

### Kirchamper
| Lage                     | Objekt                               | Beschreibung | Akten-Nr.      | Bild           |
| ------------------------ | ------------------------------------ | --- | -------------- | -------------- |
| Kirchamper 10 (Standort) | Katholische Filialkirche St. Ägidius | Spätgotischer Saalbau mit gerade schließendem Chor der Romanik und Chorflankenturm, 15. Jahrhundert; mit Ausstattung Friedhofsmauer | D-1-78-143-104 | weitere Bilder |
| Kirchamper 19 (Standort) | Wohnstallhaus des Vierseithofes      | Zweigeschossiger Putzbau mit Satteldach und reich verzierten Balkonen, wohl Mitte 19. Jahrhundert | D-1-78-143-105 | BW             |
| Kirchamper 21 (Standort) | Vierseithof                          | Wohnstallhaus, zweigeschossiger Satteldachbau modern-historisierend, im Kern 16./17. Jahrhundert, Aufstockung und Veränderungen bezeichnet mit 1921 Ehemaliges Backhaus mit Werkstatt und Kornlager, zweigeschossiger verputzter Satteldachbau, 19. Jahrhundert Stadel, eingeschossiger verputzter Satteldachbau mit belüftetem Kniestock und historisierenden Schiebetoren, 1938 Stallstadel, zweigeschossiger Ziegelsteinbau mit Satteldach und böhmischem Kappengewölbe, 1899 | D-1-78-143-106 | BW             |

### Oberpolln
| Lage                     | Objekt     | Beschreibung                                                                                                 | Akten-Nr.      | Bild |
| ------------------------ | ---------- | --- | -------------- | ---- |
| Große Breiten (Standort) | Hofkapelle | Stattlicher Satteldachbau mit Putzgliederung und Apsis, wohl noch 2. Hälfte 17. Jahrhundert; mit Ausstattung | D-1-78-143-107 | BW   |

### Oberreit
| Lage                    | Objekt                                                                | Beschreibung | Akten-Nr.      | Bild |
| ----------------------- | --------------------------------------------------------------------- | --- | -------------- | ---- |
| bei Oberreit (Standort) | Gedenkstein für die polnischen Kriegsgefangenen im Lager Stalag VII a | Von Wladislaw Miller aus Juramarmor um 1945 errichtet, danach von der Spielvereinigung Moosburg für ihre Gefallenen Kameraden umgewidmet; im Oktober 2014 an den ehemaligen Friedhof und heutige Gedenkstätte Oberreit umgesetzt | D-1-78-143-142 | BW   |

### Pfrombach
| Lage                                                   | Objekt                                                                    | Beschreibung | Akten-Nr.      | Bild                                 |
| ------------------------------------------------------ | ------------------------------------------------------------------------- | --- | -------------- | ------------------------------------ |
| Am Kraftwerk 1 (Standort)                              | Wasserkraftwerk Pfrombach                                                 | fünfte Stufe der Kraftwerkstreppe Mittlere Isar, Gruppe aus vier kubischen Baukörpern unterschiedlicher Grundfläche und Höhe; Maschinenhaus über dem Mittlere-Isar-Kanal (mit technischer Ausstattung, u.a. acht Francis-Turbinen von Voith, drei Generatoren von Braun, Boveri & Cie. bzw. Siemens-Schuckert), Betriebs- und Wohnturm, Verbindungstrakt und Verteilerhalle; in Formen der frühen Moderne von Karl Badberger, 1926-1929 | D-1-78-143-146 | Wasserkraftwerk Pfrombach            |
| Am Kraftwerk 2, 3, 4, 5, 6, 7, 8, 9, 10, 11 (Standort) | Ehemalige Werkswohnanlage der Mittleren Isar-Werke am Kraftwerk Pfrombach | Zweigeschossige Dreiflügelanlage mit Satteldach und niedrigeren Zwischengebäuden, ehemaliges Badehäuschen, auffallende Giebelkonstruktion und Klinkerornament der Fassaden, um 1925 | D-1-78-143-108 | BW                                   |
| Pfarrer-Schweigart-Straße 2 (Standort)                 | Wohnteil des ehemaligen Bauernhauses                                      | Zweigeschossiger verputzter Satteldachbau mit Freitreppe und Balkon an der Südseite, Läden und Eingangstür in neugotischen Zierformen, 1866 im Maximiliansstil errichtet | D-1-78-143-116 | Wohnteil des ehemaligen Bauernhauses |
| Sankt-Margarethen-Straße 11 (Standort)                 | Katholische Pfarrkirche St. Margaretha                                    | Gotischer Saalbau mit eingezogenem Polygonalchor, angefügter zweigeschossiger Sakristei und Chorflankenturm, 15. Jahrhundert, 1756 barockisiert, Turm 1867/69 erneuert, Langhaus 1914 verlängert; mit Ausstattung | D-1-78-143-109 | weitere Bilder                       |

### Pillhofen
| Lage                   | Objekt     | Beschreibung                                                 | Akten-Nr.      | Bild |
| ---------------------- | ---------- | ------------------------------------------------------------ | -------------- | ---- |
| Pillhofen 4 (Standort) | Hofkapelle | Kleine Ädikulakapelle mit prägnantem Giebel, 18. Jahrhundert | D-1-78-143-110 | BW   |

### Thonstetten
| Lage                      | Objekt                                | Beschreibung | Akten-Nr.      | Bild           |
| ------------------------- | ------------------------------------- | --- | -------------- | -------------- |
| Thonstetten 41 (Standort) | Katholische Filialkirche St. Valentin | Gotischer Saalbau mit stark eingezogenem Polygonalchor, 13. Jahrhundert, Westturm des 15. Jahrhunderts; mit Ausstattung Friedhofsmauer | D-1-78-143-112 | weitere Bilder |

### Unterreit
| Lage                    | Objekt  | Beschreibung | Akten-Nr.      | Bild    |
| ----------------------- | ------- | --- | -------------- | ------- |
| Unterreit 26 (Standort) | Kapelle | Kleiner Putzbau mit kräftiger Gliederung und stark eingezogenem, gerade schließendem Chor, 19. Jahrhundert; mit Ausstattung | D-1-78-143-113 | Kapelle |

## Ehemalige Baudenkmäler
In diesem Abschnitt sind Objekte aufgeführt, die früher einmal in der Denkmalliste eingetragen waren, jetzt aber nicht mehr. Objekte, die in anderem Zusammenhang – also z. B. als Teil eines Baudenkmals – weiter eingetragen sind, sollen hier nicht aufgeführt werden. Aktennummern in diesem Abschnitt sind ehemalige, jetzt nicht mehr gültige Aktennummern.

| Lage                                     | Objekt                                                             | Beschreibung | Akten-Nr.      | Bild |
| ---------------------------------------- | ------------------------------------------------------------------ | --- | -------------- | ---- |
| Moosburg Auf dem Gries 23 (Standort)     | Befestigungsturm der ehemaligen Stadtbefestigung                   | Und anschließender Zug der Stadtmauer, 17. Jahrhundert                                                                    | D-1-78-143-9   | BW   |
| Moosburg Leinbergerstraße 4 (Standort)   | Zugehöriger Teil des Stadtgrabens                                  | 17. Jahrhundert | D-1-78-143-54  | BW   |
| Moosburg Leinbergerstraße 6 (Standort)   | Befestigungsturm im Zug der Stadtmauer                             | 17. Jahrhundert | D-1-78-143-55  | BW   |
| Moosburg Leinbergerstraße 28 (Standort)  | Ehemaliges Bauernhaus                                              | Quaderförmiger Putzbau mit Zeltdach und Steherker, Anfang 19. Jahrhundert                                                 | D-1-78-143-56  | BW   |
| Moosburg Thalbacher Straße 35 (Standort) | Wohnhaus                                                           | Zweigeschossiger Satteldachbau mit historisierenden Putzgliederungen und Giebelaufsätzen, um 1900 Mit eisernem Gartenzaun | D-1-78-143-91  | BW   |
| Pillhofen Pillhofen 4 (Standort)         | Ehemaliges Gesindehaus des abgegangenen Schlosses und Bauernhauses | Eingeschossiger Massivbau mit Halbwalm, wohl Mitte 18. Jahrhundert                                                        | D-1-78-143-111 | BW   |

## Abgegangene Baudenkmäler
In diesem Abschnitt sind Objekte aufgeführt, die früher einmal in der Denkmalliste eingetragen waren, jetzt aber nicht mehr existieren, z. B. weil sie abgebrochen wurden. Aktennummern in diesem Abschnitt sind ehemalige, jetzt nicht mehr gültige Aktennummern.

| Lage                              | Objekt   | Beschreibung                                                                         | Akten-Nr.     | Bild |
| --------------------------------- | -------- | ------------------------------------------------------------------------------------ | ------------- | ---- |
| Moosburg Weingraben 14 (Standort) | Wohnhaus | Zweigeschossiger Steildachbau mit barockem geknicktem Schweifgiebel, 18. Jahrhundert | D-1-78-143-96 | BW   |